# Schloss Helfenberg (Oberösterreich)

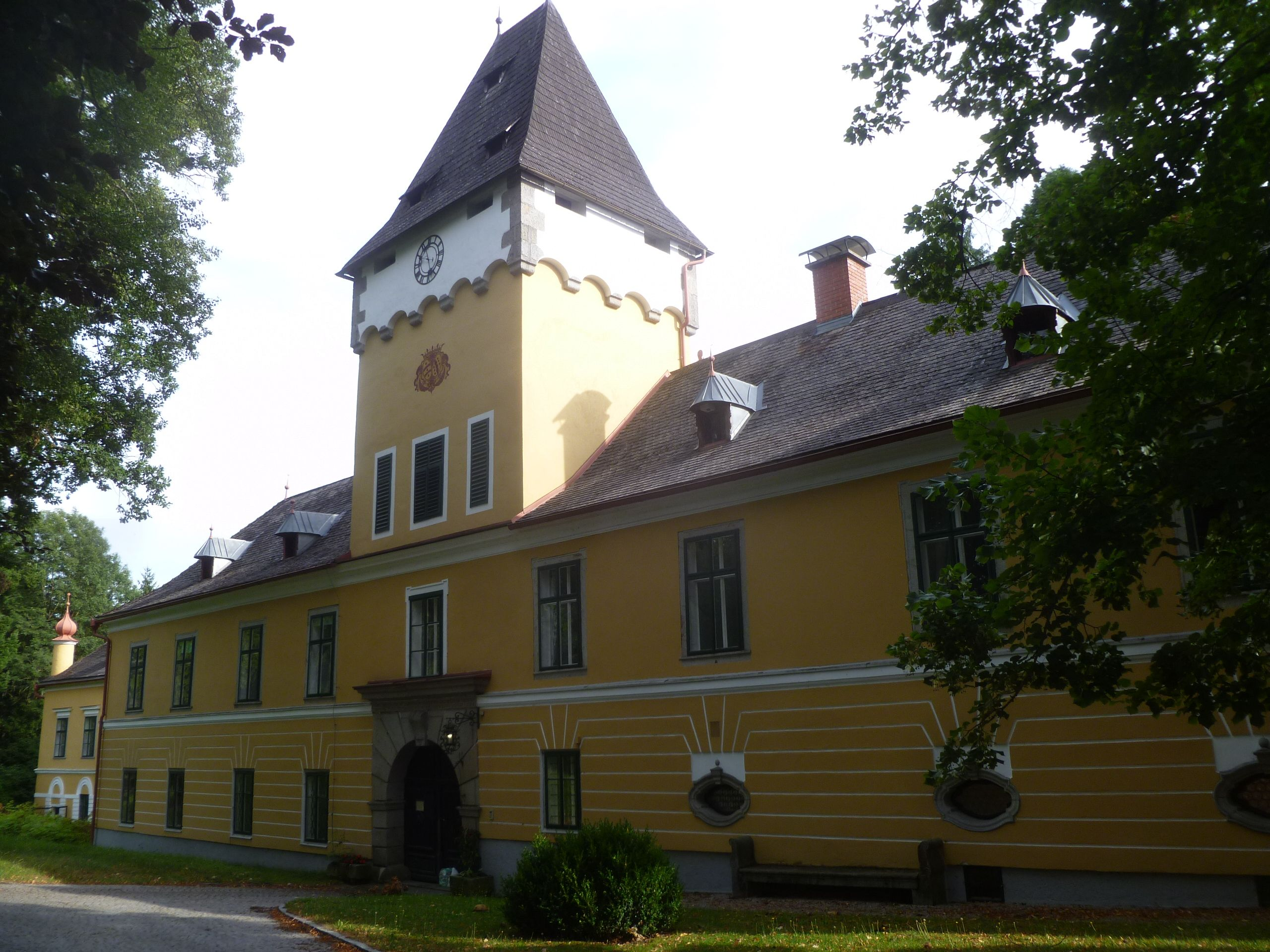
Schloss Helfenberg heute

Das Schloss Helfenberg, heute auch Schloss Revertera genannt, ist eine Schlossanlage in Oberösterreich und liegt oberhalb des Ortes Helfenberg im Mühlviertel. Das Schloss wurde um 1250 als Burg errichtet, um 1607 erfolgte der Neubau und heute ist das Schloss in Privatbesitz.

## Geschichte

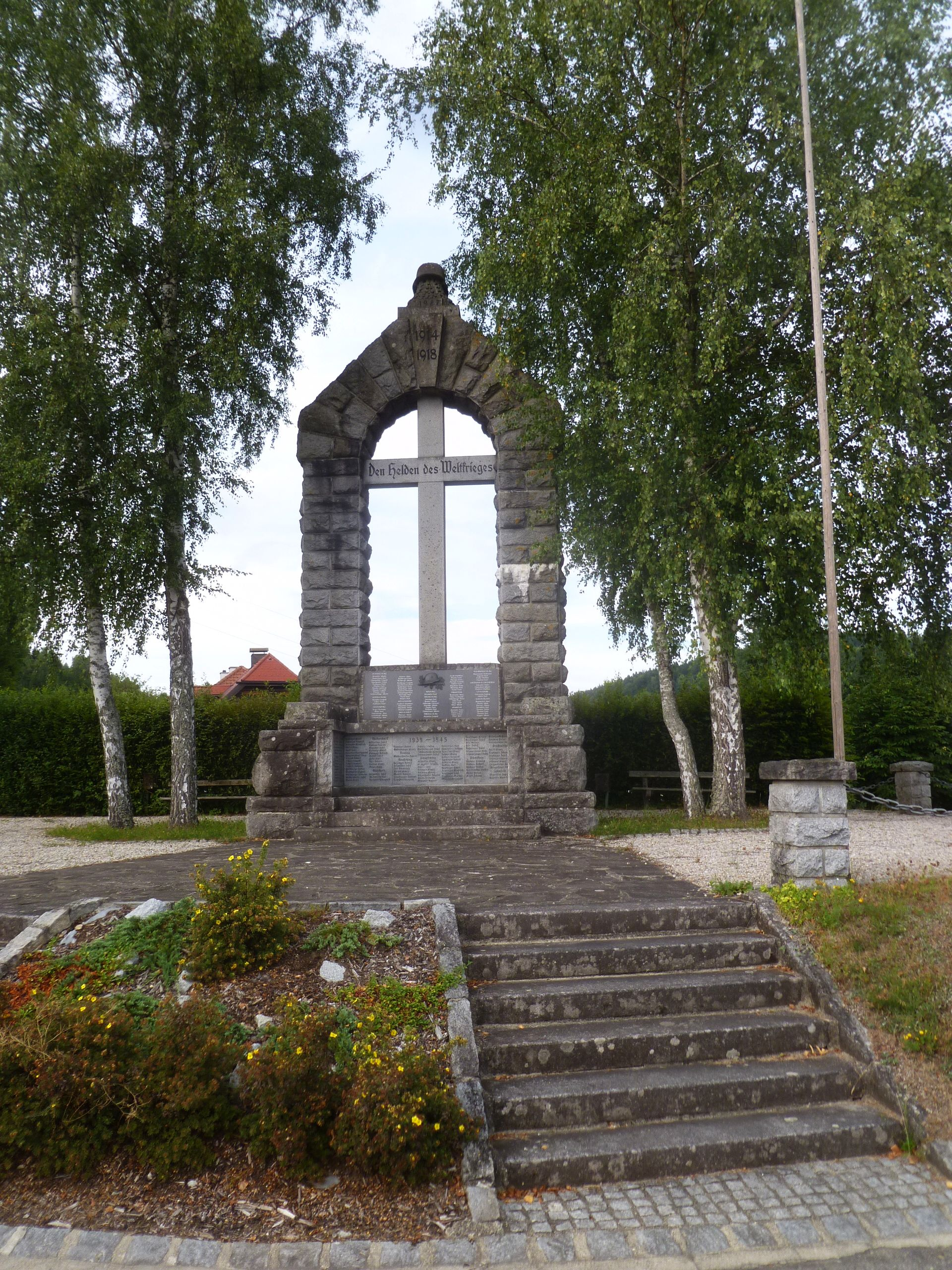
Erdsubstruktion der Burg Helfenberg

### Burg Helfenberg
Um 1224 wird in einer Urkunde des Klosters Hohenfurt, heute Tschechien, ein Wirint de Helfenberch als Besitzer der Wehranlage Helfenberg genannt. Der Vorgängerbau des heutigen Schlosses dürfte als Burg erst um 1250 erbaut und 1270 erweitert worden sein. Angeblich ist das Kriegerdenkmal von Helfenberg auf der Erdsubstruktion dieser Burg errichtet worden.
Um 1269 wird ein Wulfing von Helfenberg als Besitzer in den Urkunden des Stift Schlägl genannt, um 1277 ein Arnold von Piber. Um 1285 gehörte die Burg den Herrn Piber zu Piberstein. Die nächste urkundliche Erwähnung findet sich um 1430, als die Burg in den Besitz der Familie Neundlinger kam. 1491 ging die Burg an Erasmus Greisenecker, damals als freies Eigen. Seine Witwe erbte das Schloss um 1500, da sie ohne Nachkommen waren, ging das Schloss an ihren Bruder und Neffen. Aufgrund von Erbstreitigkeiten fiel Helfenberg 1586 an Christoph Künast, der die Burg an Christoph Artstetter von Wartberg verkaufte.

### Schloss Helfenberg

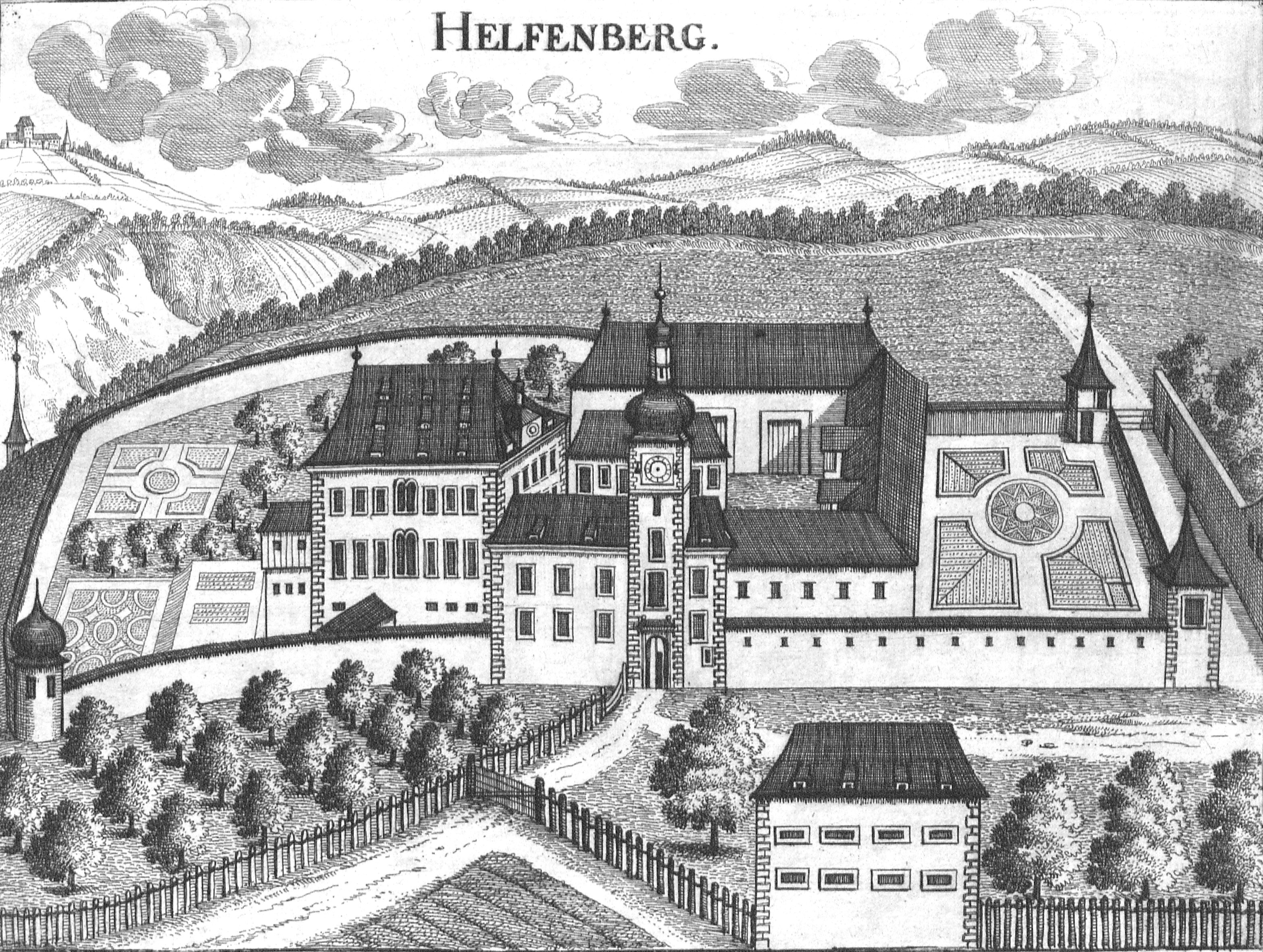
Schloss Helfenberg, Kupferstich von Georg Matthäus Vischer um 1674

In den Jahren 1593 bis 1630 besaßen die Herren von Ödt zu Götzendorf die Burg und ließen sie 1607 komplett neu errichten. Der Turmbau des Schlosses war allerdings schon zur Zeit der Piber als Erweiterungsbau der Burg vorgesehen. Das heutige Aussehen wurde damals gestaltet. Weiters wurde eine umfangreiche Bibliothek im nunmehrigen Schloss eingerichtet. Johann Elias Goedeler war ein berühmter Maler jener Zeit, der 1620 im Schloss auf die Welt kam. Ab 1630 bis 1655 lebte die Familie Schifer auf dem Schloss. 1655 verkaufte Siegmund Schifer, Gemahl der Barbara Regina von Oedt, das Schloss an Johann Friedrich Mörk von Gneisenau. Von den Mörks ging das Schloss 1680 an die Seeauer. In dieser Zeit wurde auch die Schlosskapelle errichtet. Die Familie Seeau blieb rund 200 Jahre auf dem Schloss und bildete 1705 eine Fideikommiss mit der Burg Piberstein. Um 1750 zählte die Herrschaft 210 Untertanen.
Die Tochter des letzten Grafen von Seeau veräußerte Schloss und Herrschaft Helfenberg an Gräfin Olympia Revertera-Salandra. Diese Familie kam unter Kaiser Karl V. über Neapel aus Spanien; ihre Mitglieder waren häufig als Diplomaten, Politiker und hohe Beamte tätig. Am Ende des 19. Jahrhunderts folgten einige Umbauten am Schloss. Schlossherr um 1930 war Peter Revertera-Salandra, Sicherheitsdirektor von Oberösterreich, er spielte eine bedeutende Rolle beim Heimatschutz. Nach ihm war Hippolyt Revertera-Salandra-Schwarzenberg bis zu seinem Tod 1989 Besitzer des Schlosses. Die Familie Revertera besitzt auch heute noch das Schloss.

## Bau heute
Das 1607 errichtete Schloss liegt knapp 300 Meter oberhalb der alten Burg, von der nichts mehr erhalten ist. Der Nordflügel besitzt einen stattlichen Torturm, der Osttrakt ist ein zweigeschoßiger Bau mit Ecktürmchen. Der quadratische Torturm ist mit einem steilen Walmdach gedeckt und ist älter als der restliche Bau. Er besitzt eine Glocke aus 1592, unterhalb der Uhr prangt das Wappen der Familie Revertera. Über den Rundbogenportal ist eine Inschrift angebracht, die den Erbauer erwähnt. An der Südostseite des Nordflügels steht ein Rundturm. Der Osttrakt ist der eigentliche Wohnbau der Familie, im Nordtrakt wohnt das Personal.
Die Innenräume sind teilweise mit Renaissance-Holzdecken ausgestattet. Im Innenhof steht ein sechseckiger Brunnen, der 1625 geschaffen wurde. Die 1785 geschlossene Kapelle wurde unter den Revertera wieder hergestellt und mit einem neuen Altar versehen. Um das Schloss besteht ein gepflegter Landschaftspark mit heimischen und exotischen Bäumen, der öffentlich zugänglich ist. Der ehemalige Eingang war eine heute noch bestehende Eibenallee. Die Figuren des Parks sind von dem in Eschelberg lebenden Bildhauer Magnus Angermeier.

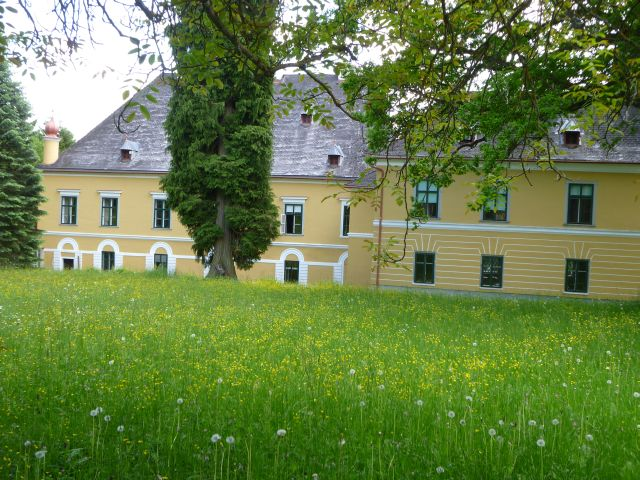
Schloss Helfenberg: Osttrakt
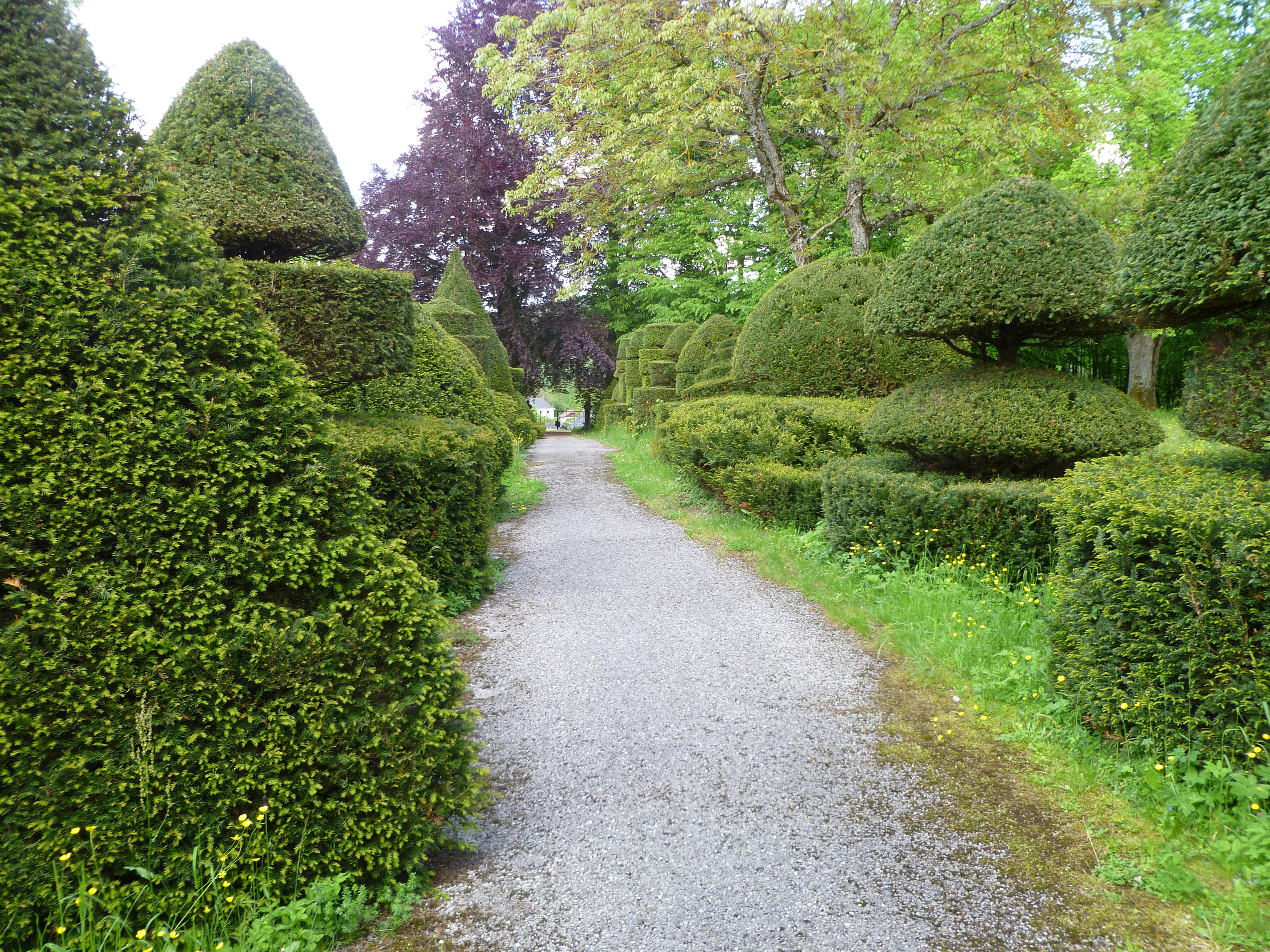
Schloss Helfenberg: Allee zum Schlosseingang
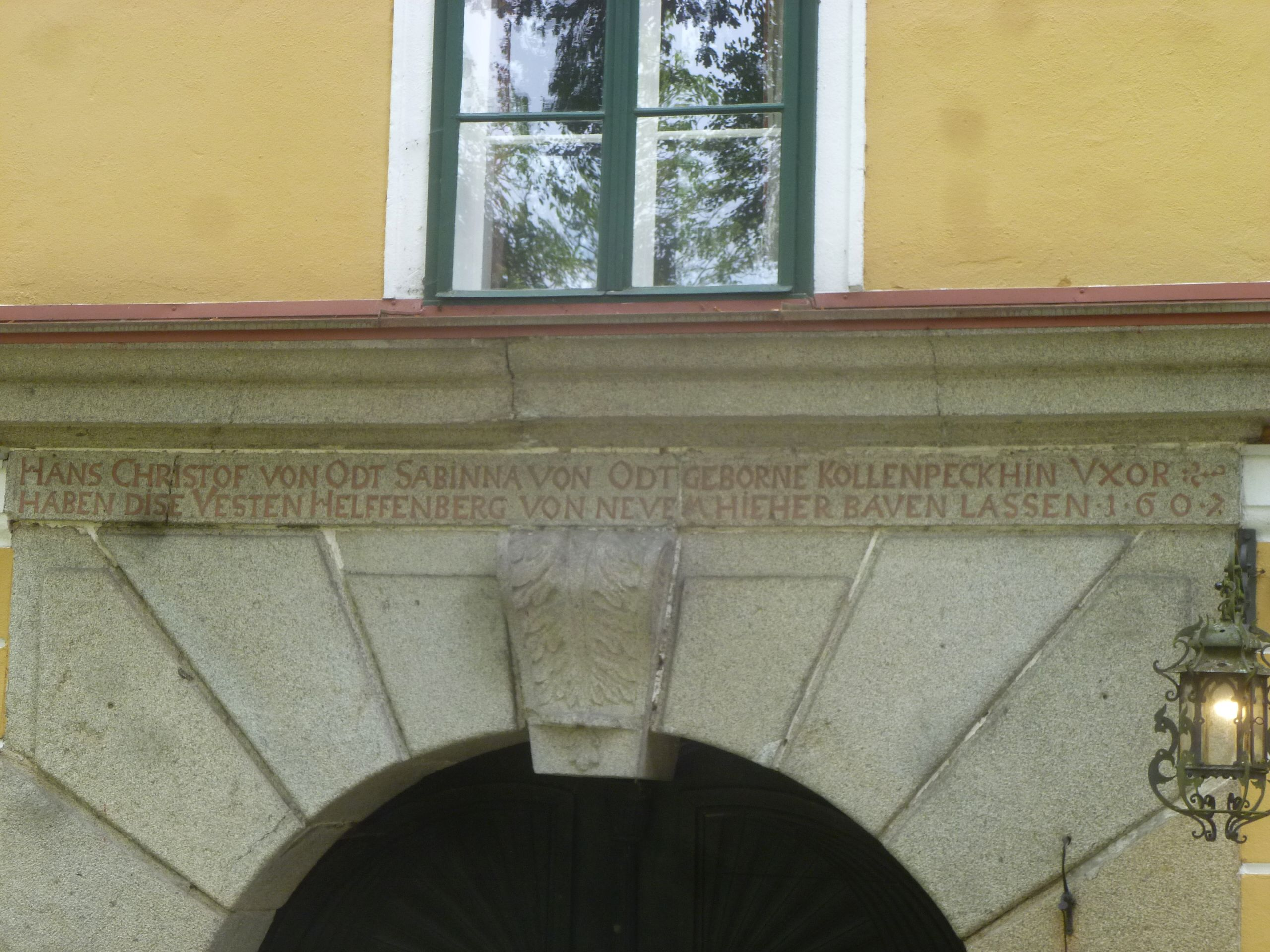
Torüberschrift – Gründungsdatum von Schloss Helfenberg
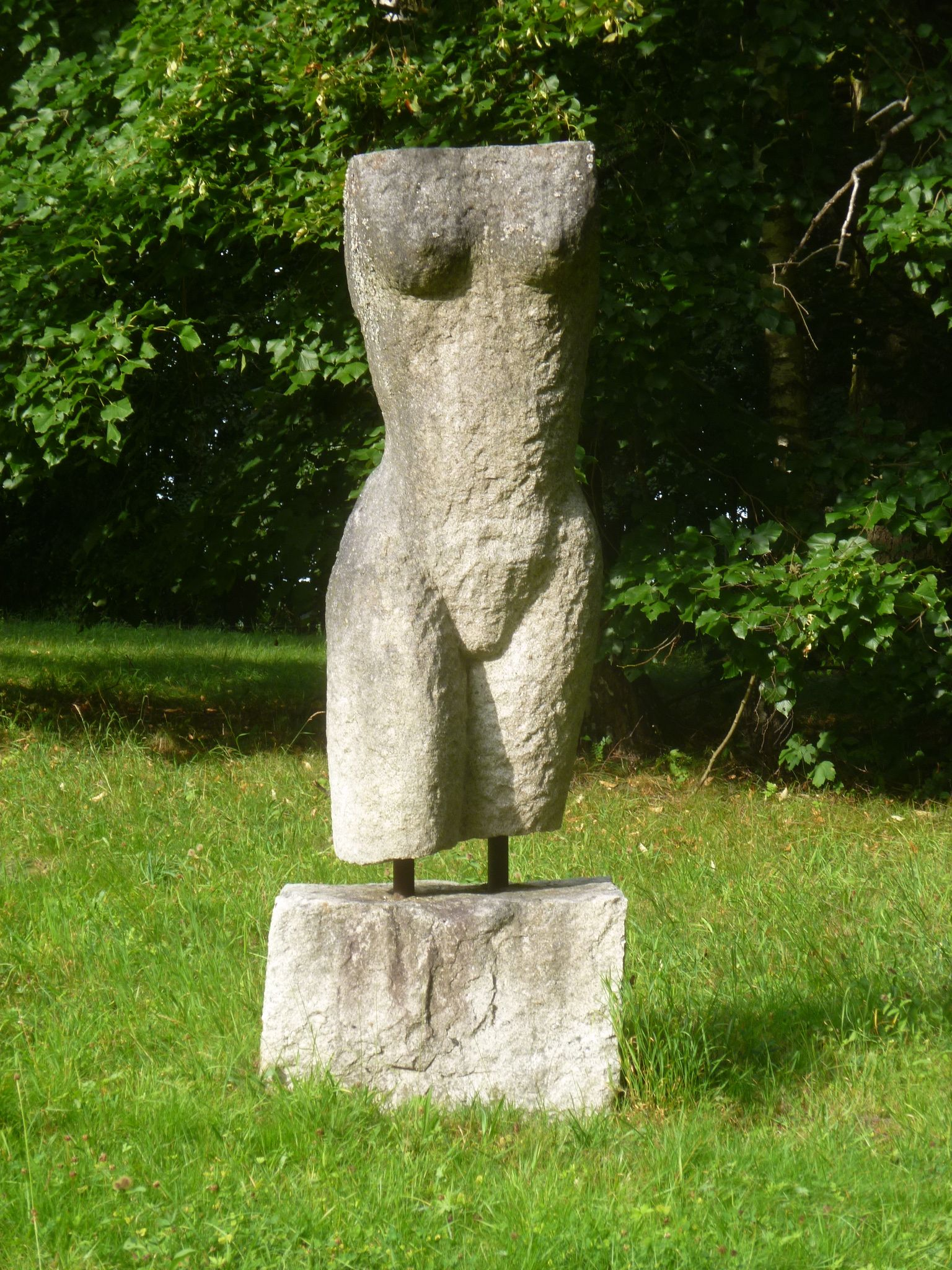
Skulptur von Magnus Angermeier im Schlosspark Helfenberg
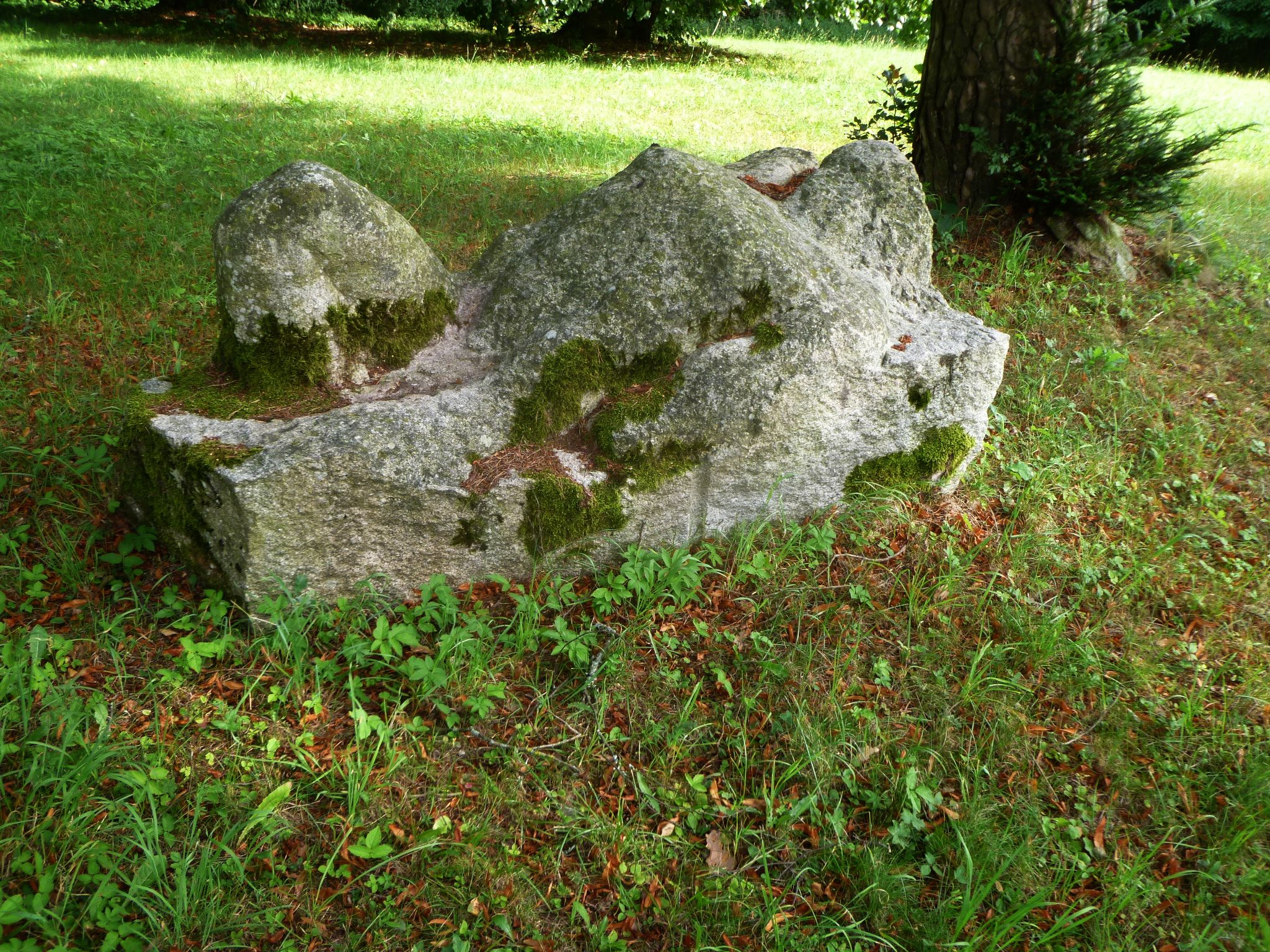
Skulptur von Magnus Angermeier im Schlosspark Helfenberg